# Isabelle Panneton

Isabelle Panneton (27 novembre 1955) est une compositrice et professeur titulaire à la faculté de musique de l'Université de Montréal.

## Biographie
Isabelle Panneton fait ses études au Conservatoire de musique de Montréal. Durant cette période, elle est aux côtés de Gilles Tremblay et elle obtient de nombreux prix.
De 1984 à 1987, elle va étudier à l'IRCAM (Institut de recherche et de coordination acoustique-musique) à Paris. Elle part également en Belgique étudier avec Philippe Boesmans.  
Elle est d'abord professeur à l'Université Concordia de 1987 à 1995. En 1995, elle entre à la Faculté de musique de l'Université de Montréal. Elle y obtient le poste de professeur titulaire en 2001. Elle fait partie du conseil d’administration du Conseil québécois de la musique, du comité artistique de la SMCQ et du comité de rédaction de la revue Circuit.

## Prix et honneurs
Les œuvres d'Isabelle Panneton ont été présentées tant au Canada qu'à l'étranger.
- 1984, ses compositions, Voilage (1984) et Volando (1999) sont choisies par la société Radio-Canada pour représenter le Canada à la Tribune internationale de l'UNESCO à Paris.
- 1985 : Prix en musique de chambre de la Société canadienne des auteurs, compositeurs et éditeurs de musique (SOCAN) pour Surimpression
- 1996 : Fonovox réalise un disque consacré à ses œuvres
- Printemps 2001 : le New Music Concert de Toronto lui consacre un concert dans le cadre de la série Portrait[2]
- 2004, son opéra pour enfants L'arche fait l'objet d'une première à Montréal

## Œuvres
- Scène
  - L'Arche (texte d'Anne Hébert) : 2 versions en 1999-2000 (opéra pour enfants) et en 2003-2004
- Orchestre
  - Entrelacs : 1986
  - Récits : 1987
  - Trois fois passera : 1991
  - Mimésis (ouverture) : 1992
  - Versants : 1996
  - Travaux et jeux de gravité : 1998
  - Volando : 1999
  - Promenade : 2000 (2 versions)
- Orchestre de chambre
  - Quintette de cuivres : 1983-84
  - Surimpression : 2 versions en 1984 et en 1985-86
  - Chants d'Août : 1988
  - Tierces en rondo : 2 versions en 1990 et en 1992
  - Les petites reprises : 1992
  - Trills & Tremolos : 1993
  - Sur ces décombres et floraisons nouvelles : 1995
  - Divers printemps : 1995-96
  - Ellipses : 2002
- Chorale
  - Cantate de la fin du jour (texte par Daniel Guénette) : 1993
- Voix
  - À la légère (texte par Daniel Guénette) : 1985
  - Écho (texte par Daniel Guénette) : 1988
  - Sommeils (texte par Daniel Guénette) : 1992
  - L'âme saule (texte par Lucie Normandin) : 1994
  - Soliloque (texte par Nathalie Mamias) : 2003
- Piano
  - Traits, Écart, Reparties : 1982-84[3]